# フォートカルフーン原子力発電所

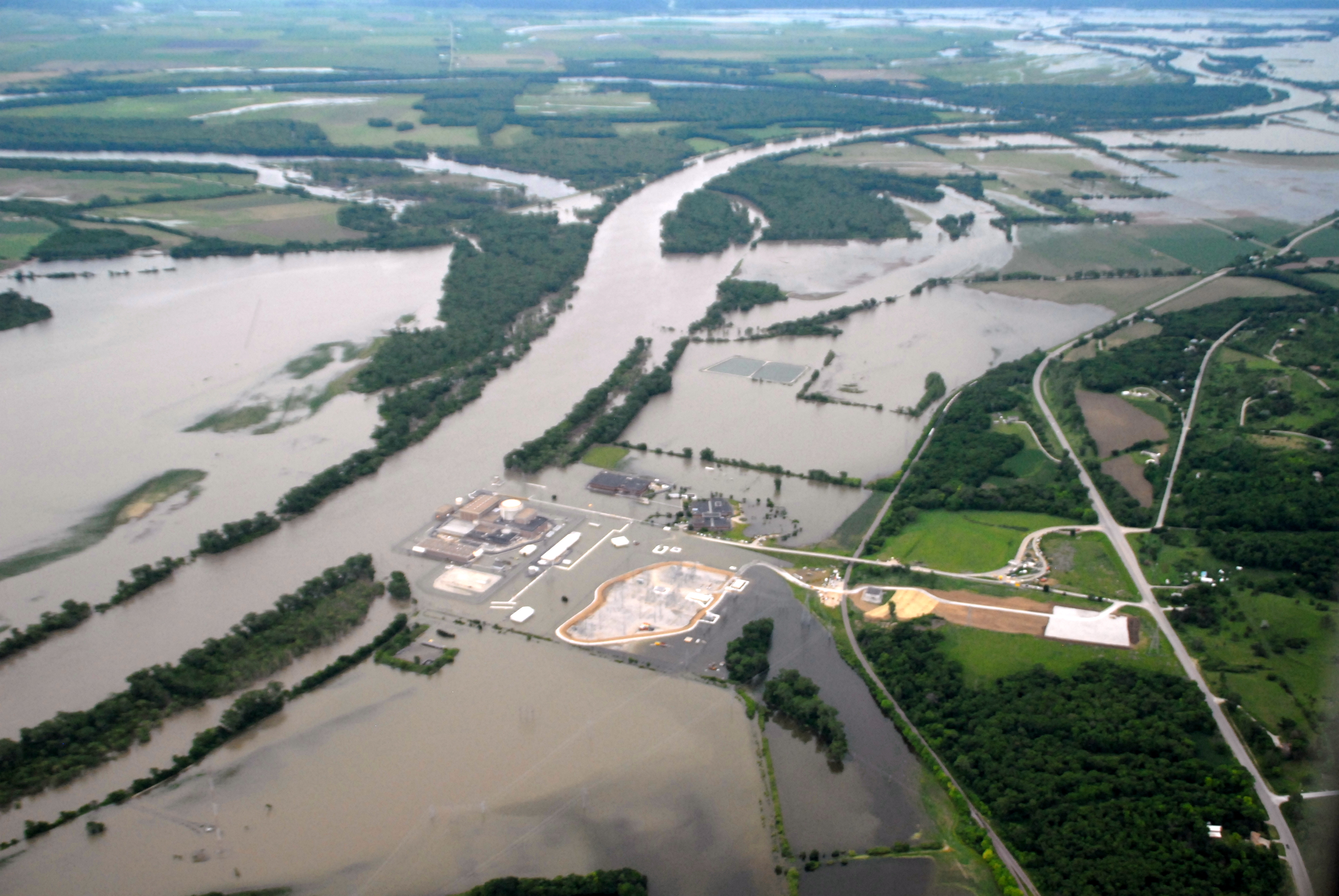
ミズーリ川の洪水に浸かった施設
（2011年6月16日）

フォートカルフーン原子力発電所（英語：Fort Calhoun Nuclear Generating Station）は、アメリカ合衆国ネブラスカ州ワシントン郡のフォートカルフーンとブレアの間のミズーリ川に隣接して設けられている原子力発電所である。原子力発電所は、オマハ電力公社 (OPPD) が所有し運営している。
発電所は、484メガワット (MWe) を発電する 1台のコンバッション・エンジニアリング製加圧水型原子炉を保有する。この原子炉は、北アメリカのすべての稼働中の原子炉の中では最も小さく、発電所としての規模も小さい。なお、オマハ電力公社はより大きな発電力がある火力発電所を 2つ（2009年に運転開始した 682 MWe、1979年に運転開始した 649 MWe）保有している。
フォートカルフーンには、使用済み核燃料を格納する深さ 12m の貯蔵プールがあるが、2006年にプールのキャパシティへ達した後は、オマハ電力公社はドライキャスクに使用済み核燃料を保管するようになった。フォートカルフーン原子力発電所は全部で 270トンから 360トンの高レベル放射性廃棄物を保有している。容器は永久に使用済み核燃料を収納できるものではなく、ユッカ山核燃料貯蔵施設での貯蔵を停止したとき、オマハ電力公社は「必要であれば、現場で問題なく燃料を保管する準備はできている」と述べた。
2006年には蒸気発生器、加圧器、圧力容器のヘッド、低圧タービンなど、施設を一新した。2003年には施設に運転免許期限を20年延長し、2013年8月9日から2033年8月9日まで延長された。
しかし、2016年6月にオマハ電力公社は2016年中にフォートカルフーン原子力発電所の運転を停止すると発表した。これは、上述のとおり発電容量が小さいため、天然ガスが史上最安値圏で推移している状況においては発電コストの面で火力発電所に対抗できないと判断されたためである。その後、同年10月24日に原子炉が停止された。
2011年のミズーリ川の洪水では、施設は米国の原子力発電所では前例のないレベルの氾濫により長期間水浸しになった。

## 周囲の人口
アメリカ合衆国原子力規制委員会は、原子力発電所からの周囲に2つの非常事態地域を定めている。半径10マイル (16 km) 圏内をプルトニウム被曝経路とし、空気中の放射能汚染による吸入を懸念としている。半径50マイル (80 km) 圏内を摂取経路とし、放射能によって汚染される食品や液体の摂取を懸念としている。
2010年、フォートカルフーンの10マイル圏内の人口は 20,639人で、50マイル圏内の人口は 953,410人だった。50マイル圏内の人口には、18マイル (29 km) に位置するオマハの人口 408,958人が含まれる。

## 地震の危険
2010年8月に発表されたアメリカ合衆国原子力規制委員会の調査では、原子炉に致命的な損害を引き起こす地震が発生する確率は 76,923分の1 である。

## 洪水の危険
2010年のアメリカ合衆国原子力規制委員会による評価では、フォートカルフーン原子力発電所は「外部で洪水が発生した場合、その建造物を保護するための十分な手順を有さない」と評価されていた。また「最悪な場合の」洪水が発生した場合は、施設には備えができていない評価を下した。冷却装置や電気スイッチギア室が浸水する可能性が露呈し、2011年前半までにその対策が施された。原子力規制委員会は、危険度について海抜以上 308m から 310m までの洪水であれば施設を保護できると査定し、それを超えると「非常用ガソリンポンプが動かなかった場合、核燃料損傷に至る可能性が100パーセントである」と評価した。

## 出来事
2011年6月6日、オマハ電力公社はミズーリ川の氾濫により、原子力規制委員会が定める4段階のうちレベル1の発生を宣言した。ミズーリ川はより大きく氾濫し、数週間から1ヶ月にわたり水浸しになった。そのため、施設を氾濫から護るため、砂や土嚢で堤防を作った。施設の多くは増水したミズーリ川に囲まれてしまったが、オマハ電力公社は2011年6月14日に「施設は500年に1度の氾濫事故に耐えられるよう設計されているため放射能物質は流出しておらず、確実に安全である」と公式発表した。2011年6月17日には、施設が冷温停止状態であると報告され、燃料を補充して予備発電機を動かすためには 4週間必要であると発表した。アメリカ陸軍工兵隊は、オマハ電力公社が「平均降水量からみてミズーリ川の水位は海抜 307m を上回ることはなく、現在の施設では 308m から 310m まで増水しても保護できる」と述べたことを明らかにした。また、使用済み核燃料貯蔵プールは海抜 316.5m に設けられていることも示した。
2011年6月7日、スイッチギア室の電気施設でボヤが起こり、自動消火装置が作動した。炎は出ず、消防署とオマハ電力公社は市民への危険はまったくないと発表した。火災により、使用済み核燃料貯蔵プールへの冷却水ポンプが影響を受けた。プールの水温が冷却が必要な範囲にあった 88時間のうち、90分間に渡って冷却が中断した。その後、オマハ電力公社は原子力規制委員会が定める4段階のうちレベル2の発生を宣言した。76トンもの冷却材が原子炉から格納容器へ漏えいし、1992年以降初めての事故だった。
6月23日、オマハ電力公社のヘリコプターが、施設の南2.4km に伝送線を調査するため着陸した。それは予定していない緊急着陸だと報告されたが、負傷者はいなかった。連邦航空局は「一時的な飛行制限」をフォートカルフーン原子力発電所の 2海里圏内を飛行禁止区域に指定した。この規制は、2011年6月6日午後4時31分に実施され、「通知があるまで」継続された。連邦航空局は、この指令はアメリカ同時多発テロ事件を受けて原子力発電所の上空を飛行可能空域としないよう指図書をつくるためのものであったと説明した。
6月26日午前1時30分、施設を囲んでいた高さ 2.4m 長さ 610m の堤防が洪水により崩れた。堤防が決壊して施設に水が流れ込んだため、電源がバックアップから一時的に切り替えられた。建屋と変圧器室は浸水し、水位は0.61m 以上であったと報告された。冷却のための電力を維持するために、予備電源が使用された。堤防内から排水するポンプに燃料を供給するための燃料タンクは多くが浸水し、堤防も破壊されたため、380リットルもの石油が川へ流出した。この堤防は原子力規制委員会による指示ではない第2の処置で、オマハ電力公社により原子炉建屋のすぐ外につくられた。原子力規制委員会と一緒に処置した堤防は、非常用のディーゼル発電機などの様々な器具を保護している。
オマハ電力公社によると、施設はミズーリ川の水位が海抜 309m になるまで耐えられるように設計されており、川の氾濫が 307m を超えることは想定していなかった。6月27日には原子力規制委員会の会長が施設を訪問して安全を確認した。
6月30日には作業員がガソリンを補充する際に使うポンプの1つから出火した。作業員はすぐに消火器で消し止めたが、腕と顔に火傷を負い、ヘリコプターでリンカーンの病院に運ばれた。オマハ電力公社は、火災が発生したのは原子炉区画ではなく予備安全建築領域であり、施設に危険はなかったと発表した。
オマハ電力公社は6月26日に崩れた堤防の代わりに新しく高さ 2.4m の堤防の設置を行い、7月11日に完工した。
原子力規制委員会は、2009年の洪水緩和と洪水への準備、2010年からの不完全な電気設備の問題のため、2011年9月に施設の格付けを「D」とした。2011年のミズーリ川洪水はおさまったが、原子力規制委員会がオマハ電力公社の改善策を承認するまで、施設は運転停止した状態である。施設は「D」評価のままであるが、再稼働の許可がおりるかもしれない。原子力規制委員会は、オマハ電力公社が問題なく施設を管理できると確信していた。